# Contea di Tarrant
La contea di Tarrant in inglese Tarrant County è una contea dello Stato del Texas, negli Stati Uniti. La popolazione al censimento del 2010 era di 1 809 034 abitanti. Il capoluogo di contea è Fort Worth. È la terza contea più grande del Texas e la sedicesima degli Stati Uniti. Creata nel 1849 come una delle 26 contee fondate dai Peters Colony, ed è stata organizzata nel 1850. Il suo nome deriva dal generale Edward H. Tarrant (1799–1858).

## Geografia
| Anno | Popolazione | ±%     |
| ---- | ----------- | ------ |
| 1850 | 664         | Note:  |
| 1860 | 6.020       | 806,6% |
| 1870 | 5.788       | −3,9%  |
| 1880 | 24.671      | 326,2% |
| 1890 | 41.142      | 66,8%  |
| 1900 | 52.376      | 27,3%  |
| 1910 | 108.572     | 107,3% |
| 1920 | 152.800     | 40,7%  |
| 1930 | 197.553     | 29,3%  |
| 1940 | 225.521     | 14,2%  |
| 1950 | 361.253     | 60,2%  |
| 1960 | 538.495     | 49,1%  |
| 1970 | 716.317     | 33,0%  |
| 1980 | 860.880     | 20,2%  |
| 1990 | 1.170.103   | 35,9%  |
| 2000 | 1.446.219   | 23,6%  |
| 2010 | 1.809.034   | 25,1%  |

Secondo l'Ufficio del censimento degli Stati Uniti d'America la contea ha un'area totale di 902 miglia quadrate (2340 km²), di cui 864 miglia quadrate (2240 km²) sono terra, mentre 39 miglia quadrate (100 km², corrispondenti al 4,3% del territorio) sono costituiti dall'acqua.

### Contee confinanti
- Contea di Denton (nord)
- Contea di Dallas (est)
- Contea di Ellis (sud-est)
- Contea di Johnson (sud)
- Contea di Parker (ovest)
- Contea di Wise (nord-ovest)

### Strade principali
- Interstate 20
- Interstate 30
- Interstate 35W
- Interstate 820
- U.S. Highway 81
- U.S. Highway 287
- U.S. Highway 377
- State Highway 10
- State Highway 26
- State Highway 114
- State Highway 121
- State Highway 183
- State Highway 199
- State Highway 360
- State Highway Spur 303

## Istruzione
Nella contea sono presenti i seguenti distretti scolastici:

### Distretti scolastici indipendenti
- Arlington Independent School District
- Birdville Independent School District
- Carroll Independent School District
- Castleberry Independent School District
- Eagle Mountain-Saginaw Independent School District
- Everman Independent School District
- Fort Worth Independent School District
- Grapevine-Colleyville Independent School District
- Hurst-Euless-Bedford Independent School District
- Keller Independent School District
- Kennedale Independent School District
- Lake Worth Independent School District
- White Settlement Independent School District
- Azle Independent School District (parzialmente)
- Burleson Independent School District (parzialmente)
- Crowley Independent School District (parzialmente)
- Godley Independent School District (parzialmente)
- Mansfield Independent School District (parzialmente)
- Northwest Independent School District (parzialmente)

### Scuole private
- Fort Worth Christian School
- Nolan Catholic High School
- Temple Christian School
- Trinity Valley School
- Key School, Inc.
- Fort Worth Country Day School
- Trinity Baptist Temple Academy
- Faith Christian Academy - Grapevine
- Southwest Christian School